# رحلة سالوني
رحلة سالوني (بالإنجليزية: Saat Phere – Saloni Ka Safar) هو مسلسل تلفزيوني هندي تم بثه على قناة زي تي في من 17 أكتوبر 2005 إلى 28 مايو 2009. تم دبلجته بالعربية على قناة زي ألوان. تركز القصة على سالوني، التي تواجه التمييز الاجتماعي بسبب بشرتها الداكنة. قام المسلسل ببطولة راجشري ثاكور وشاراد كيلكار كأبطال رئيسيين.

## وصلات خارجية
- رحلة سالوني على موقع IMDb (الإنجليزية)
- رحلة سالوني على موقع كينوبويسك (الروسية)
- رحلة سالوني على موقع قاعدة بيانات الفيلم (الإنجليزية)